# Swierdłowskie Obwodowe Muzeum Krajoznawcze
Swierdłowskie Obwodowe Muzeum Krajoznawcze (ros. Свердловский областной краеведческий музей) – założone w 1871 roku, mieszczące się w Jekaterynburgu muzeum gromadzące m.in. dzieła sztuki, obiekty archeologiczne, historyczne i etnograficzne związane z historią ziemi uralskiej. Skupia kilkanaście placówek działających zarówno w mieście jak i na obszarze obwodu swierdłowskiego, a jego główna siedziba znajduje się w dawnej rezydencji polskiego przemysłowca Alfonsa Koziełł-Poklewskiego.

## Historia
Inicjatorami powstania w Jekaterynburgu placówki muzealnej, która gromadziłaby pamiątki i obiekty historyczne związane z tymi ziemiami byli nauczyciele pracujący w jednym z miejscowych gimnazjów, w tym jeden pochodzący ze Szwajcarii. Pomysł zyskał wkrótce uznanie w jekaterynburskich kręgach naukowych i od 1867 roku trwały dyskusje nad utworzeniem takiej instytucji. Za datę powstania muzeum uznaje się 29 grudnia 1870 roku (10 stycznia 1871 roku według Nowego Stylu), które zostało utworzone w jednym z gimnazjów. Początkowo było to zaledwie stowarzyszenie intelektualistów i pasjonatów, które dopiero zaczynało gromadzić eksponaty. Stowarzyszenie to zyskało oficjalną podmiotowość i znane było w skrócie jako УОЛЕ (od Уральское общество любителей естествознания) – miało ono czuwać nad muzeum aż do nastania epoki sowieckiej. W pierwszym roku działalności utworzono skromne kolekcje podzielone na 4 działy: zoologiczny, paleontologiczny, mineralogiczny i botaniczny. Zgromadzono m.in. wypchane ptaki, 15 wypchanych zwierząt oraz 400 owadów. Wkrótce muzeum przekazano wielką kolekcję entomologiczną liczącą 3 tysiące okazów – niestety w całości strawił ją pożar w 1872 roku. Od 1873 roku datuje się rozpoczęcie kolekcjonowania zabytków archeologicznych i numizmatycznych. 
W 1887 roku w Jekaterynburgu została zorganizowana wielka Uralsko-Syberyjska Wystawa Naukowo-Przemysłowa, w której zaprezentowano także zbiory miejscowego muzeum. Od 14 czerwca do 15 września odwiedziło ją ponad 80 tysięcy osób, co młodej instytucji muzealnej przysporzyło nowej popularności, nie tylko w mieście, ale także w Imperium Rosyjskim. Wśród zaprezentowanych zbiorów znalazły się m.in. zgromadzone przez muzeum okazy związane z autochtonicznymi ludami tych ziem, a więc ubrania, narzędzia, broń i elementy kultu. Największym problemem muzeum było zdobycie własnej siedziby, w której istniałaby możliwość ekspozycji stale rosnących zbiorów. Początkowo eksponaty przechowywane były w mieszkaniach prywatnych, a od 1871 roku muzeum zajmowało dwa małe pomieszczenia, które wkrótce i tak okazały się niewystarczające. W 1874 roku następują przenosiny do innego budynku, gdzie muzeum ma do swojej dyspozycji całe piętro. Po sukcesie wspomnianej wystawy, w 1887 roku, muzeum zyskuje własny budynek (pochodzący z XVIII wieku) w okolicy jednego z zakładów górniczych. Nowe otwarcie nastąpiło 27 grudnia 1888 roku (Starego Stylu), a kolekcja liczyła już ponad 16 tysięcy eksponatów. Szybko stało się ono jedną z największych atrakcji Jekaterynburga na przełomie XIX i XX wieku. Według danych z 1901 roku największym działem był zoologiczny, liczący ponad 3 tysiące obiektów. Cenne eksponaty (łącznie 788 obiektów w 1901 roku) posiadał też dział paleontologiczny, w tym szkielet prehistorycznego jelenia i czaszkę mamuta. Na początku XX wieku otwarto kolejne działy: archeologiczny, historyczny oraz galerię obrazów. Muzeum zaczęło także gromadzić wielką kolekcję numizmatyczną.

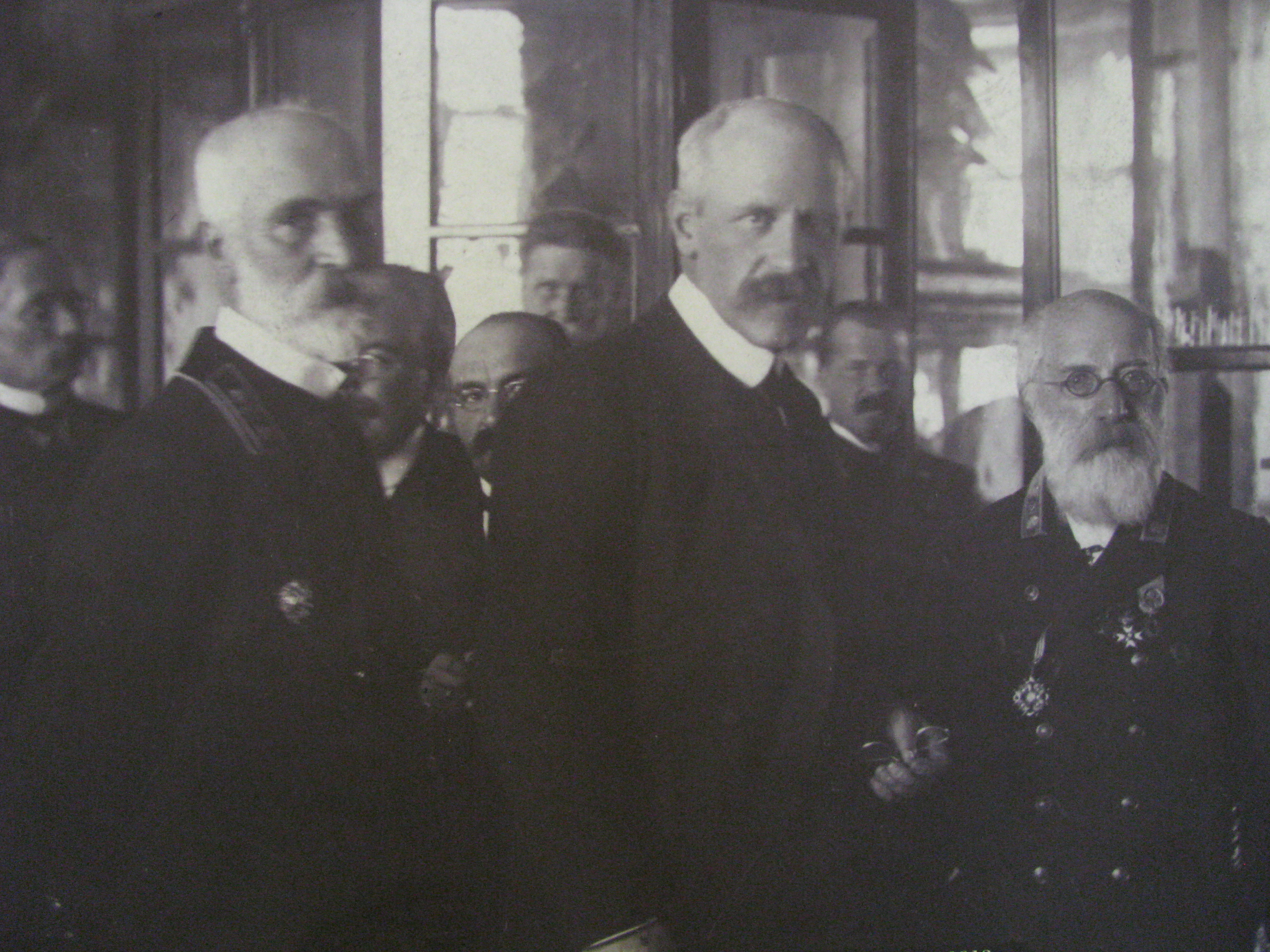
Fridtjof Nansen w muzeum, 1913 rok

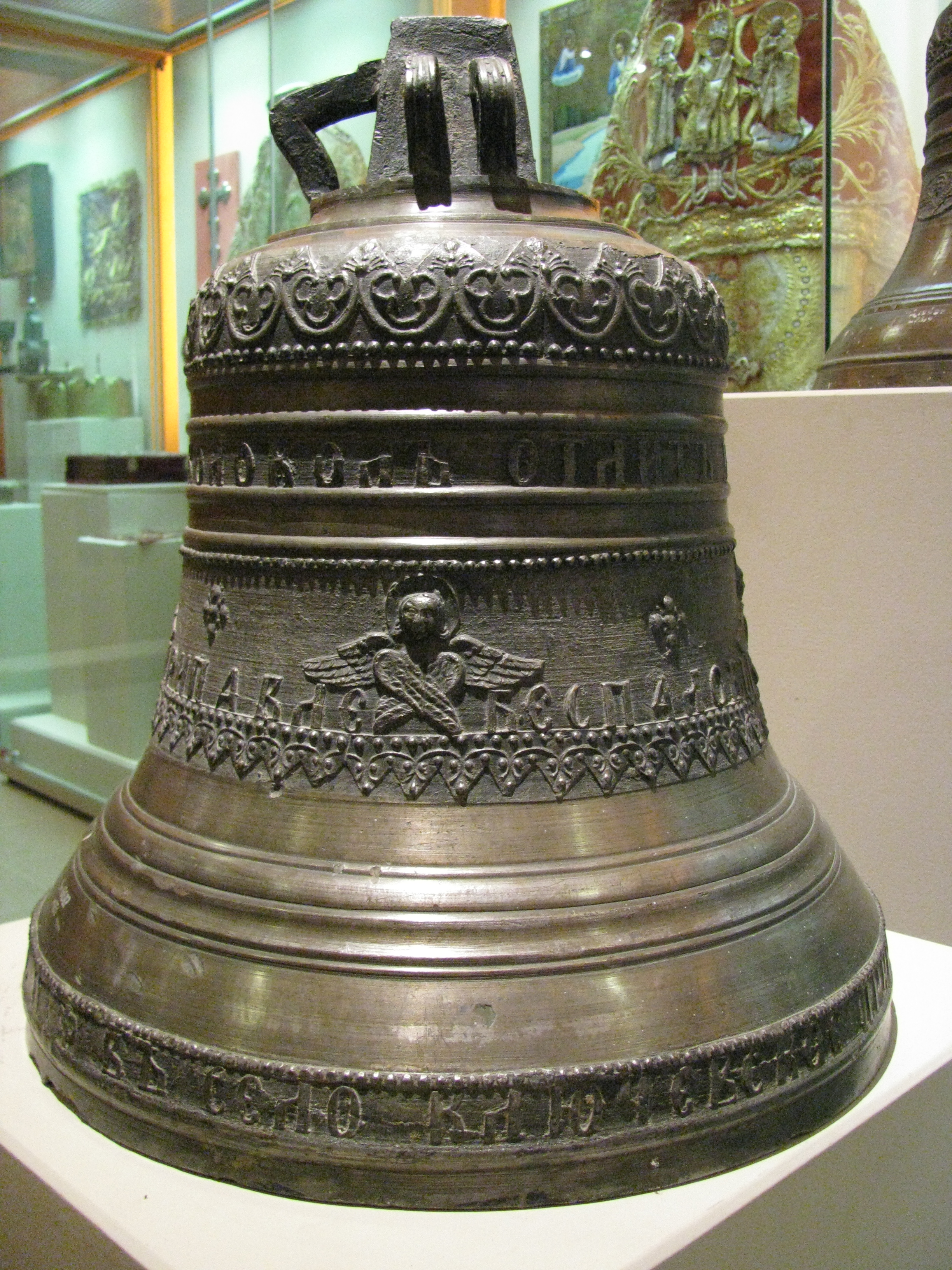
Dzwon pochodzący z XVIII wieku, jeden z eksponatów

W 1917 roku muzeum posiadało 28 tysięcy eksponatów, podzielonych na 17 działów. Zmiany dla muzeum nadeszły wraz z przewrotem bolszewickim w 1917 roku i rosyjską wojną domową. Dyrektor muzeum został w 1923 roku aresztowany za rzekome szpiegostwo przemysłowe na rzecz wywiadu francuskiego, lecz następnie zwolniony z braku dowodów, pozwolono mu także wrócić do pracy w placówce. 23 czerwca 1925 roku decyzją Ludowego Komisariatu Oświaty, jekaterynburskie muzeum zostało przemianowane na Uralskie Obwodowe Muzeum. 17 stycznia 1934 roku doszło do kolejnej zmiany i instytucja otrzymała obecną nazwę: Swierdłowskiego Obwodowego Muzeum Krajoznawczego. Nie znajdowało się ono już pod jurysdykcją stowarzyszenia, które prowadziło je od 1871 roku, a przeszło pod zarząd sowieckich władz miasta. Władze sowieckie wokół muzeum stworzyły sieć mniejszych specjalistycznych placówek, m.in. Muzeum Rewolucji (mieszczące się w Domu Ipatiewa do 1936 roku), Galerię Sztuki, Muzeum Literackie i tym podobne. Koncentrowano się także na prezentowaniu historii ruchu rewolucyjnego i robotniczego, a także eksponowaniu przekształceń do jakich dochodziło w państwie sowieckim na polu gospodarczym i społecznym. Po ataku Niemiec na ZSRR w 1941 roku, jeszcze w październiku muzeum zostało zamknięte, a jego budynki przekazano zakładom przemysłowym (ewakuowanym w tym przypadku z Moskwy), by wzmocnić sowiecki wysiłek wojenny. Reaktywacja nastąpiła w 1946 roku, ale muzeum nie otrzymało już swej dawnej siedziby, zamiast tego przyznano mu zamkniętą od 1926 roku Cerkiew Wniebowstąpienia Pańskiego. W latach sześćdziesiątych XX wieku okazało się, że dawne budynki cerkiewne są za małe by sprostać stale rosnącym zbiorom. Muzeum przyznano więc do użytku kolejny dawny obiekt sakralny, mianowicie Sobór św. Aleksandra Newskiego. Zgromadzono tam m.in. dział historii naturalnej, a także pomieszczenia badawcze i archiwum muzealne. 14 marca 1978 roku muzeum zostało przekształcone w stowarzyszenie, które od tej pory skupiało wiele mniejszych placówek, zarówno w mieście, jak i na terenie obwodu swierdłowskiego. 
Po rozpadzie Związku Radzieckiego zmieniła się sytuacja muzeum. Musiało ono zwrócić prawowitym właścicielom m.in. Sobór św. Aleksandra Newskiego (1991 rok), a później także zabudowania Klasztoru Nowotichwińskiego. W zamian otrzymało budynek dawnego Domu Kultury imienia Feliksa Dzierżyńskiego. Początki lat dziewięćdziesiątych XX wieku nie były dla muzeum złe, mimo zwrotu obiektów sakralnych, nadal otrzymywało ono wsparcie finansowe od władz. Kłopoty nadeszły wraz z problemami ekonomicznymi i kryzysem finansowym jaki dotknął Federację Rosyjską. Nie tylko spadły publiczne nakłady na muzeum, ale zdarzało się nawet, że brakowało funduszy na wypłaty pensji dla pracowników. Poprawa nastąpiła dopiero po 2000 roku. 

## Muzeum obecnie
W latach dziewięćdziesiątych Swierdłowskie Muzeum Krajoznawcze otrzymało nowy reprezentacyjny budynek, należący niegdyś do słynnego polskiego przemysłowca Alfonsa Koziełł-Poklewskiego. Muzeum składa się obecnie z dwunastu kolekcji, z których najważniejsze to zbiory: historii naturalnej, archeologiczny, malarstwa i grafiki, ikon, wyrobów metalicznych, numizmatyki, broni, starodruków i dokumentów, fotografii i negatywów, porcelany i ceramiki, etnograficzna i kolekcja orientalna. W Jekaterynburgu pod Muzeum podlega 5 innych ośrodków: Historii i Archeologii Uralu, Muzeum Przyrodnicze, Muzeum Radia imienia Aleksandra Popowa i Muzeum Sadownicze. Muzeum dysponuje także oddziałami zamiejscowymi ulokowanymi na terenie obwodu swierdłowskiego, m.in. w Ałapajewsku, Polewskoj, Sysiercie, Beriozowskij, Asbiecie, Talicy, Turinsku, Niżniajej Turze. Placówka prowadzi także zajęcia i warsztaty dla dzieci oraz centrum naukowo-metodologiczne.